# I Governo Constitucional de Portugal
O I Governo Constitucional de Portugal tomou posse a 23 de julho de 1976, sob chefia de Mário Soares, sendo constituído pelo Partido Socialista, que obteve a maioria dos votos (34,89% — 107 deputados) nas eleições legislativas de 25 de abril de 1976.

## História
O Programa do I Governo foi apresentado à Assembleia da República no dia 2 de agosto de 1976, tendo o debate decorrido dia e noite, apenas terminando no dia 11 de agosto.
Após as eleições legislativas, realizaram-se as primeiras eleições democráticas para a Presidência da República, por sufrágio direto, a 27 de junho de 1976. As eleições foram vencidas por António Ramalho Eanes, um dos oficiais que apoiou o Grupo dos Nove no 25 de Novembro.
A 27 de junho de 1976 realizaram-se ainda as primeiras eleições para a Assembleia Legislativa da Região Autónoma dos Açores e para a Assembleia Legislativa da Região Autónoma da Madeira, ambas vencidas pelo Partido Popular Democrático.[carece de fontes?] A 12 de dezembro de 1976, realizaram-se as primeiras eleições autárquicas, vencidas pelo Partido Socialista. A partir deste momento, todas as instituições democráticas passaram a estar em pleno funcionamento.[carece de fontes?]
A 22 de setembro de 1976, Portugal entrou para o Conselho da Europa e a partir de 1977 iniciou o processo de adesão à Comunidade Económica Europeia.[carece de fontes?]
Além disso, o governo de Mário Soares teve que lidar com questões políticas e sociais complexas, como a descolonização e a integração dos territórios ultramarinos na África, que haviam sido colónias portuguesas. O processo de descolonização foi desafiador, mas o governo trabalhou para estabelecer relações pacíficas e construtivas com os países recém-independentes.[carece de fontes?]
A 23 de janeiro de 1978, terminou o mandato do I Governo Constitucional na sequência da rejeição, pela Assembleia da República, de uma moção de confiança, apresentada pelo Primeiro-Ministro (Artigo 198.º da Constituição da República Portuguesa).

## Composição
De acordo com a Lei Orgânica do I Governo Constitucional, o Decreto n.º 683-A/76, de 10 de setembro, alterado pelo Decreto-Lei n.º 178-A/77, de 3 de maio, o I Governo Constitucional era constituído pelos seguintes ministros e secretários de estado:
O Governo é constituído pelo Primeiro-Ministro, por um Ministro de Estado, por um Ministro sem pasta, pelos Ministros, Secretários, Subsecretários de Estado e os seguintes departamentos ministeriais:
- Defesa Nacional;
- Plano e Coordenação Económica;
- Administração Interna;
- Justiça;
- Finanças;
- Negócios Estrangeiros;
- Agricultura e Pescas;
- Indústria e Tecnologia;
- Comércio e Turismo;
- Trabalho;
- Educação e Investigação Científica;
- Assuntos Sociais;
- Transportes e Comunicações;
- Obras Públicas;
- Habitação, Urbanismo e Construção.

O Governo compreende ainda os Ministros da República para os Açores e para a Madeira.
O Ministro de Estado e o Ministro sem pasta coadjuvam o Primeiro-Ministro na coordenação e orientação dos Ministros, desempenhando outros sim funções de natureza específica que pelo Primeiro-Ministro lhe sejam cometidas. O Primeiro-Ministro é ainda coadjuvado por um Secretário e um Subsecretário de Estado adjuntos do Primeiro-Ministro.
| Cargo                                                   | Retrato | Nome                                     | Período                                       | Partido | Partido            |
| ------------------------------------------------------- | ------- | ---------------------------------------- | --------------------------------------------- | ------- | ------------------ |
| Primeiro-Ministro                                       |         | Mário Soares (1924–2017)                 | 23 de julho de 1976 a 23 de janeiro de 1978   |         | Partido Socialista |
|                                                         |         |                                          |                                               |         |                    |
| Ministro de Estado                                      |         | Henrique de Barros (1904–2000)           | 23 de julho de 1976 a 23 de janeiro de 1978   |         | Partido Socialista |
| Ministro sem Pasta                                      |         | Jorge Campinos (1937–1993)               | 23 de julho de 1976 a 23 de janeiro de 1978   |         | Partido Socialista |
| Ministro da Defesa Nacional                             |         | Mário Firmino Miguel (1932–1991)         | 23 de julho de 1976 a 23 de janeiro de 1978   |         | Independente       |
| Ministro do Plano e Coordenação Económica               |         | António Sousa Gomes (1936–2015)          | 23 de julho de 1976 a 23 de janeiro de 1978   |         | Partido Socialista |
| Ministro da Administração Interna                       |         | Manuel da Costa Brás (1934–2019)         | 23 de julho de 1976 a 23 de janeiro de 1978   |         | Independente       |
| Ministro da Justiça                                     |         | António de Almeida Santos (1926–2016)    | 23 de julho de 1976 a 23 de janeiro de 1978   |         | Partido Socialista |
| Ministro das Finanças                                   |         | Henrique Medina Carreira (1930–2017)     | 23 de julho de 1976 a 23 de janeiro de 1978   |         | Partido Socialista |
| Ministro dos Negócios Estrangeiros                      |         | José Medeiros Ferreira (1942–2014)       | 23 de julho de 1976 a 11 de outubro de 1977   |         | Partido Socialista |
| Ministro dos Negócios Estrangeiros                      |         | Mário Soares (1924–2017)                 | 12 de outubro de 1977 a 23 de janeiro de 1978 |         | Partido Socialista |
| Ministro da Agricultura e Pescas                        |         | António Lopes Cardoso (1933–2000)        | 23 de julho de 1976 a 5 de novembro de 1976   |         | Partido Socialista |
| Ministro da Agricultura e Pescas                        |         | António Barreto (1942–)                  | 5 de novembro de 1976 a 23 de janeiro de 1978 |         | Partido Socialista |
| Ministro da Indústria e Tecnologia                      |         | Walter Rosa (1919–2017)                  | 23 de julho de 1976 a 7 de janeiro de 1977    |         | Partido Socialista |
| Ministro da Indústria e Tecnologia                      |         | António Sousa Gomes (1936–2015)          | 7 de janeiro de 1977 a 25 de março de 1977    |         | Partido Socialista |
| Ministro da Indústria e Tecnologia                      |         | Alfredo Nobre da Costa (1923–1996)       | 25 de março de 1977 a 23 de janeiro de 1978   |         | Independente       |
| Ministro do Comércio e Turismo                          |         | António Barreto (1942–)                  | 23 de julho de 1976 a 25 de março de 1977     |         | Partido Socialista |
| Ministro do Comércio e Turismo                          |         | Carlos Alberto da Mota Pinto (1936–1985) | 25 de março de 1977 a 23 de janeiro de 1978   |         | Independente       |
| Ministro do Trabalho                                    |         | Francisco Marcelo Curto (1939–2001)      | 23 de julho de 1976 a 25 de março de 1977     |         | Partido Socialista |
| Ministro do Trabalho                                    |         | António Maldonado Gonelha (1935–2022)    | 25 de março de 1977 a 23 de janeiro de 1978   |         | Partido Socialista |
| Ministro da Educação e Investigação Científica          |         | Mário Sottomayor Cardia (1941–2006)      | 23 de julho de 1976 a 23 de janeiro de 1978   |         | Partido Socialista |
| Ministro dos Assuntos Sociais                           |         | Armando Bacelar (1919–1998)              | 23 de julho de 1976 a 23 de janeiro de 1978   |         | Partido Socialista |
| Ministro dos Transportes e Comunicações                 |         | Emílio Rui Vilar (1939–)                 | 23 de julho de 1976 a 23 de janeiro de 1978   |         | Partido Socialista |
| Ministro das Obras Públicas                             |         | João Almeida Pina (1926–2014)            | 23 de julho de 1976 a 23 de janeiro de 1978   |         | Independente       |
| Ministro da Habitação, Urbanismo e Construção           |         | Eduardo Pereira (1927–2015)              | 23 de julho de 1976 a 23 de janeiro de 1978   |         | Partido Socialista |
|                                                         |         |                                          |                                               |         |                    |
| Ministro da República para a Região Autónoma dos Açores |         | Octávio Galvão de Figueiredo (1919–1996) | 27 de agosto de 1976 a 23 de janeiro de 1978  |         | Independente       |
| Ministro da República para a Região Autónoma da Madeira |         | Lino Miguel (1936–2022)                  | 27 de agosto de 1976 a 23 de janeiro de 1978  |         | Independente       |

### Secretários e subsecretários de Estado
| Dependência                                      | Cargo                                                                              | Detentor                    | Período                                       |
| ------------------------------------------------ | ---------------------------------------------------------------------------------- | --------------------------- | --------------------------------------------- |
| Primeiro-Ministro                                | Secretário de Estado Adjunto do Primeiro-Ministro                                  | Vitor Cunha Rego            | 23 de julho de 1976 a 25 de março de 1977     |
| Primeiro-Ministro                                | SECRETARIA DE ESTADO EXTINTA                                                       | Vitor Cunha Rego            | 23 de julho de 1976 a 25 de março de 1977     |
| Primeiro-Ministro                                | Subsecretário de Estado Adjunto do Primeiro-Ministro                               | Antero Monteiro Dinis       | 23 de julho de 1976 a 25 de março de 1977     |
| Primeiro-Ministro                                | SUBSECRETARIA DE ESTADO EXTINTA                                                    | Antero Monteiro Dinis       | 23 de julho de 1976 a 25 de março de 1977     |
| Primeiro-Ministro                                | Secretário de Estado Adjunto do Primeiro-Ministro para os Assuntos Administrativos | Antero Monteiro Dinis       | 26 de março de 1977 a 30 de janeiro de 1978   |
| Primeiro-Ministro                                | SECRETARIA DE ESTADO CRIADA                                                        | Antero Monteiro Dinis       | 26 de março de 1977 a 30 de janeiro de 1978   |
| Primeiro-Ministro                                | Secretário de Estado Adjunto do Primeiro-Ministro para os Assuntos Políticos       | Manuel Alegre               | 26 de março de 1977 a 30 de janeiro de 1978   |
| Primeiro-Ministro                                | SECRETARIA DE ESTADO CRIADA                                                        | Manuel Alegre               | 26 de março de 1977 a 30 de janeiro de 1978   |
| Presidência do Conselho de Ministros             | Secretário de Estado da Comunicação Social                                         | Manuel Alegre               | 23 de julho de 1976 a 25 de março de 1977     |
| Presidência do Conselho de Ministros             | Secretário de Estado da Comunicação Social                                         | José Roque Lino             | 26 de março de 1977 a 17 de novembro de 1977  |
| Presidência do Conselho de Ministros             | SECRETARIA DE ESTADO EXTINTA                                                       | José Roque Lino             | 26 de março de 1977 a 17 de novembro de 1977  |
| Presidência do Conselho de Ministros             | Subsecretário de Estado da Comunicação Social                                      | João Soares Louro           | 28 de julho de 1976 a 25 de março de 1977     |
| Presidência do Conselho de Ministros             | SUBSECRETARIA DE ESTADO EXTINTA                                                    | João Soares Louro           | 28 de julho de 1976 a 25 de março de 1977     |
| Presidência do Conselho de Ministros             | Secretário de Estado do Ambiente                                                   | Manuel Gomes Guerreiro      | 28 de julho de 1976 a 30 de janeiro de 1978   |
| Presidência do Conselho de Ministros             | Secretário de Estado da Cultura                                                    | David Mourão Ferreira       | 28 de julho de 1976 a 30 de janeiro de 1978   |
| Presidência do Conselho de Ministros             | Secretário de Estado para a População e Emprego                                    | Manuel Tito de Morais       | 28 de julho de 1976 a 30 de janeiro de 1978   |
| Ministério do Plano e Coordenação Económica      | Secretário de Estado da Coordenação Económica                                      | Carlos Oliveira Cruz        | 28 de julho de 1976 a 25 de março de 1977     |
| Ministério do Plano e Coordenação Económica      | Secretário de Estado da Coordenação Económica                                      | Carlos Melancia             | 26 de março de 1977 a 30 de janeiro de 1978   |
| Ministério do Plano e Coordenação Económica      | Secretária de Estado do Planeamento                                                | Manuela Silva               | 28 de julho de 1976 a 10 de setembro de 1977  |
| Ministério do Plano e Coordenação Económica      | SECRETARIA DE ESTADO EXTINTA                                                       | Manuela Silva               | 28 de julho de 1976 a 10 de setembro de 1977  |
| Ministério da Administração Interna              | Subsecretário de Estado da Administração Interna                                   | Hugo Gonçalves Rocha        | 28 de julho de 1976 a 7 de junho de 1977      |
| Ministério da Administração Interna              | SUBSECRETARIA DE ESTADO EXTINTA                                                    | Hugo Gonçalves Rocha        | 28 de julho de 1976 a 7 de junho de 1977      |
| Ministério da Administração Interna              | Secretário de Estado da Administração Pública                                      | Mário de Aguiar             | 28 de julho de 1976 a 25 de março de 1977     |
| Ministério da Administração Interna              | Secretário de Estado da Administração Pública                                      | José Santos Pais            | 26 de março de 1977 a 30 de janeiro de 1978   |
| Ministério da Administração Interna              | Secretário de Estado da Administração Regional e Local                             | Manuel Ferreira Lima        | 28 de julho de 1976 a 30 de janeiro de 1978   |
| Ministério da Administração Interna              | Secretário de Estado da Integração Administrativa                                  | João Cristóvão Moreira      | 28 de julho de 1976 a 30 de janeiro de 1978   |
| Ministério da Justiça                            | Secretário de Estado da Justiça                                                    | José Santos Pais            | 28 de julho de 1976 a 25 de março de 1977     |
| Ministério da Justiça                            | SECRETARIA DE ESTADO EXTINTA                                                       | José Santos Pais            | 28 de julho de 1976 a 25 de março de 1977     |
| Ministério das Finanças                          | Secretário de Estado do Tesouro                                                    | António Palmeiro Ribeiro    | 28 de julho de 1976 a 25 de março de 1977     |
| Ministério das Finanças                          | Secretário de Estado do Tesouro                                                    | Manuela Morgado             | 26 de março de 1977 a 30 de janeiro de 1978   |
| Ministério das Finanças                          | Subsecretário de Estado do Tesouro                                                 | José Achando Cabral         | 28 de julho de 1976 a 25 de março de 1977     |
| Ministério das Finanças                          | Subsecretário de Estado do Tesouro                                                 | Eduardo Consiglieri Pedroso | 26 de março de 1977 a 7 de setembro de 1977   |
| Ministério das Finanças                          | SUBSECRETARIA DE ESTADO EXTINTA                                                    | Eduardo Consiglieri Pedroso | 26 de março de 1977 a 7 de setembro de 1977   |
| Ministério das Finanças                          | Secretária de Estado das Finanças                                                  | Manuela Morgado             | 28 de julho de 1976 a 30 de janeiro de 1978   |
| Ministério das Finanças                          | Secretário de Estado do Orçamento                                                  | Alberto Ramalheira          | 28 de julho de 1976 a 30 de janeiro de 1978   |
| Ministério das Finanças                          | Subsecretário de Estado das Finanças                                               | Eurico Ferreira Nunes       | 26 de março de 1977 a 30 de janeiro de 1978   |
| Ministério das Finanças                          | SUBSECRETARIA DE ESTADO CRIADA                                                     | Eurico Ferreira Nunes       | 26 de março de 1977 a 30 de janeiro de 1978   |
| Ministério das Finanças                          | Subsecretário de Estado do Orçamento                                               | Ludovico Cândido            | 26 de março de 1977 a 30 de janeiro de 1978   |
| Ministério das Finanças                          | SUBSECRETARIA DE ESTADO CRIADA                                                     | Ludovico Cândido            | 26 de março de 1977 a 30 de janeiro de 1978   |
| Ministério dos Negócios Estrangeiros             | Secretário de Estado da Emigração                                                  | João Vieira de Lima         | 28 de julho de 1976 a 30 de janeiro de 1978   |
| Ministério da Agricultura e Pescas               | Subsecretário de Estado das Florestas                                              | António Azevedo Gomes       | 28 de julho de 1976 a 5 de novembro de 1976   |
| Ministério da Agricultura e Pescas               | SUBSECRETARIA DE ESTADO EXTINTA                                                    | António Azevedo Gomes       | 28 de julho de 1976 a 5 de novembro de 1976   |
| Ministério da Agricultura e Pescas               | Secretário de Estado do Comércio e Indústrias Agrícolas                            | Carlos Antunes Filipe       | 28 de julho de 1976 a 30 de janeiro de 1978   |
| Ministério da Agricultura e Pescas               | Secretário de Estado da Estruturação Agrária                                       | Joaquim Castro Guerra       | 28 de julho de 1976 a 5 de novembro de 1976   |
| Ministério da Agricultura e Pescas               | Secretário de Estado da Estruturação Agrária                                       | Carlos Martins Portas       | 6 de novembro de 1976 a 30 de janeiro de 1978 |
| Ministério da Agricultura e Pescas               | Secretário de Estado do Fomento Agrário                                            | Reinaldo Vital Rodrigues    | 28 de julho de 1976 a 5 de novembro de 1976   |
| Ministério da Agricultura e Pescas               | Secretário de Estado do Fomento Agrário                                            | António Campos              | 6 de novembro de 1976 a 30 de janeiro de 1978 |
| Ministério da Agricultura e Pescas               | Secretário de Estado das Pescas                                                    | Pedro Coelho                | 28 de julho de 1976 a 30 de janeiro de 1978   |
| Ministério da Agricultura e Pescas               | Secretário de Estado das Florestas                                                 | António Azevedo Gomes       | 6 de novembro de 1976 a 30 de janeiro de 1978 |
| Ministério da Agricultura e Pescas               | SECRETARIA DE ESTADO CRIADA                                                        | António Azevedo Gomes       | 6 de novembro de 1976 a 30 de janeiro de 1978 |
| Ministério da Indústria e Tecnologia             | Secretário de Estado da Energia e Minas                                            | Joaquim Rocha Cabral        | 28 de julho de 1976 a 25 de março de 1977     |
| Ministério da Indústria e Tecnologia             | Secretário de Estado da Energia e Minas                                            | Ricardo Bayão Horta         | 26 de março de 1977 a 30 de janeiro de 1978   |
| Ministério da Indústria e Tecnologia             | Secretário de Estado da Indústria Ligeira                                          | José Rabaça                 | 28 de julho de 1976 a 7 de janeiro de 1977    |
| Ministério da Indústria e Tecnologia             | Secretário de Estado da Indústria Ligeira                                          | José Trigo de Morais        | 8 de janeiro de 1977 a 25 de março de 1977    |
| Ministério da Indústria e Tecnologia             | SECRETARIA DE ESTADO EXTINTA                                                       | José Trigo de Morais        | 8 de janeiro de 1977 a 25 de março de 1977    |
| Ministério da Indústria e Tecnologia             | Secretário de Estado da Indústria Pesada                                           | Carlos Melancia             | 28 de julho de 1976 a 25 de março de 1977     |
| Ministério da Indústria e Tecnologia             | SECRETARIA DE ESTADO EXTINTA                                                       | Carlos Melancia             | 28 de julho de 1976 a 25 de março de 1977     |
| Ministério da Indústria e Tecnologia             | Secretário de Estado da Indústria Ligeira e Pesada                                 | Fernando Santos Martins     | 26 de março de 1977 a 30 de janeiro de 1978   |
| Ministério da Indústria e Tecnologia             | SECRETARIA DE ESTADO CRIADA                                                        | Fernando Santos Martins     | 26 de março de 1977 a 30 de janeiro de 1978   |
| Ministério do Comércio e Turismo                 | Secretário de Estado do Comércio Externo                                           | António Celeste             | 28 de julho de 1976 a 30 de janeiro de 1978   |
| Ministério do Comércio e Turismo                 | Secretário de Estado do Comércio Interno                                           | António Escaja Gonçalves    | 28 de julho de 1976 a 30 de janeiro de 1978   |
| Ministério do Comércio e Turismo                 | Secretário de Estado do Turismo                                                    | Luís Filipe Madeira         | 28 de julho de 1976 a 30 de janeiro de 1978   |
| Ministério do Trabalho                           | Secretário de Estado do Trabalho                                                   | António Maldonado Gonelha   | 28 de julho de 1976 a 25 de março de 1977     |
| Ministério do Trabalho                           | Secretário de Estado do Trabalho                                                   | Custódio Simões             | 26 de março de 1977 a 30 de janeiro de 1978   |
| Ministério do Trabalho                           | Subsecretário de Estado do Trabalho                                                | Custódio Simões             | 28 de julho de 1976 a 25 de março de 1977     |
| Ministério do Trabalho                           | SUBSECRETARIA DE ESTADO EXTINTA                                                    | Custódio Simões             | 28 de julho de 1976 a 25 de março de 1977     |
| Ministério da Educação e Investigação Científica | Secretário de Estado da Administração e Equipamento Escolar                        | Almerindo Marques           | 28 de julho de 1976 a 30 de janeiro de 1978   |
| Ministério da Educação e Investigação Científica | Secretário de Estado do Ensino Superior                                            | Joaquim Cruz e Silva        | 28 de julho de 1976 a 30 de janeiro de 1978   |
| Ministério da Educação e Investigação Científica | Secretário de Estado da Investigação Científica                                    | José Tiago Oliveira         | 28 de julho de 1976 a 30 de janeiro de 1978   |
| Ministério da Educação e Investigação Científica | Secretário de Estado da Juventude e Desportos                                      | Joaquim Barros de Sousa     | 28 de julho de 1976 a 30 de janeiro de 1978   |
| Ministério da Educação e Investigação Científica | Secretário de Estado da Orientação Pedagógica                                      | Joaquim Romero de Magalhães | 28 de julho de 1976 a 30 de janeiro de 1978   |
| Ministério dos Assuntos Sociais                  | Secretário de Estado da Segurança Social                                           | Vítor Vasques               | 28 de julho de 1976 a 30 de janeiro de 1978   |
| Ministério dos Assuntos Sociais                  | Secretário de Estado da Saúde                                                      | Paulo Mendo                 | 28 de julho de 1976 a 7 de junho de 1977      |
| Ministério dos Assuntos Sociais                  | SECRETARIA DE ESTADO EXTINTA                                                       | Paulo Mendo                 | 28 de julho de 1976 a 7 de junho de 1977      |
| Ministério dos Transportes e Comunicações        | Secretário de Estado dos Transportes e Comunicações                                | António Machado Rodrigues   | 28 de julho de 1976 a 30 de janeiro de 1978   |
| Ministério dos Transportes e Comunicações        | Secretário de Estado da Marinha Mercante                                           | António Crisóstomo Teixeira | 28 de julho de 1976 a 30 de janeiro de 1978   |
| Ministério da Habitação, Urbanismo e Construção  | Secretário de Estado da Construção Civil                                           | Armando Esteves Pereira     | 28 de julho de 1976 a 25 de março de 1977     |
| Ministério da Habitação, Urbanismo e Construção  | SECRETARIA DE ESTADO EXTINTA                                                       | Armando Esteves Pereira     | 28 de julho de 1976 a 25 de março de 1977     |
| Ministério da Habitação, Urbanismo e Construção  | Secretário de Estado da Habitação e Urbanismo                                      | Álvaro Pinto Correia        | 28 de julho de 1976 a 25 de março de 1977     |
| Ministério da Habitação, Urbanismo e Construção  | SECRETARIA DE ESTADO EXTINTA                                                       | Álvaro Pinto Correia        | 28 de julho de 1976 a 25 de março de 1977     |
| Ministério da Habitação, Urbanismo e Construção  | Subsecretário de Estado da Habitação, Urbanismo e Construção                       | Albérico Santos Machado     | 26 de março de 1977 a 30 de janeiro de 1978   |
| Ministério da Habitação, Urbanismo e Construção  | SUBSECRETARIA DE ESTADO CRIADA                                                     | Albérico Santos Machado     | 26 de março de 1977 a 30 de janeiro de 1978   |
| Ministério das Obras Públicas                    | Secretário de Estado das Obras Públicas                                            | Mário de Azevedo            | 28 de julho de 1976 a 30 de janeiro de 1978   |
| Ministério das Obras Públicas                    | Secretário de Estado das Recursos Hídricos e Saneamento Básico                     | Baltazar Morais Barroco     | 28 de julho de 1976 a 30 de janeiro de 1978   |